# Hamilton Challenger 2000
L'Hamilton Challenger 2000 è stato un torneo di tennis facente parte della categoria ATP Challenger Series nell'ambito dell'ATP Challenger Series 2000. Il torneo si è giocato ad Hamilton in Nuova Zelanda dal 20 al 26 marzo 2000 su campi in cemento.

## Vincitori

### Singolare
Michael Joyce ha battuto in finale  Goichi Motomura con il punteggio di 4–6, 6–4, 6–4

### Doppio
Neville Godwin /  Michael Hill hanno battuto in finale  Michael Joyce /  Jim Thomas con il punteggio di 7–6,6-4